# David Paich
David Frank Paich, ameriški klaviaturist, vokalist, studijski glasbenik in skladatelj, * 25. junij 1954, Los Angeles, Kalifornija, Združene države Amerike.
David Paich je z Emmyjem in Grammyjem nagrajen ameriški klaviaturist, pevec, skladatelj, aranžer in studijski glasbenik. Najbolj je znan po svojem delu v skupini Toto. S skupino Toto je izdal 17 albumov in prodal okoli 30 milijonov plošč. Paich je poleg tega, kot glasbenik in skladatelj, sodeloval z mnogimi izvajalci, vključno z Bozom Scaggsom in Michaelom Jacksonom.
Njegov oče, Marty Paich je jazzovski skladatelj, glasbenik in aranžer.

## Kariera

### Toto
Paich je napisal ali sodeloval pri avtorstvu številnih hitov: "Hold the Line", "99", "Lowdown", "Lido Shuffle", "Georgy Porgy", "Rosanna", "Hydra", "Holyanna"  "Pamela", "Got to Be Real", in "Lady Love Me (One More Time)".
Član skupine je Paich ostal do njenega prenehanja delovanja leta 2008, čeprav nekaj let pred tem ni sodeloval na turnejah skupine. Studijski glasbenik Greg Phillinganes se je leta 2004 pridružil skupini za studijske projekte in turneje kot nekakšna zamenjava za Paicha. Leta 2010 je Paich ponovno pričel nastopati s skupino in je poleg Steva Porcara trenutni skupinin klaviaturist.

### Ostali projekti
Paich je skupaj z Bozom Scaggsom napisal skladbe "What Can I Say", "Lowdown", in "Lido Shuffle", ki so izšle na večkrat platinastem albumu Silk Degrees, občasno pa še kdaj nastopa skupaj z njim. Kot skladatelj je delno ali v celoti napisal skladbe za izvajalce kot so: Cher, The Jacksons, Andy Williams, George Benson, Glen Campbell, Jon Anderson in Chicago. Kot aranžer je sodeloval z Michaelom Jacksonom, Rodom Stewartom, Patti Austin, Donno Summer in številnimi drugimi.
V 80. letih je Paich pogosto sodeloval z znanima producentoma Quincyjem Jonesom in Davidom Fosterjem. Paich je bil tudi član glasbene snemalne ekipe, ki je posnela Jacksonov album Thriller. Igral je klavir, sintetizator, napisal pa je tudi nekaj aranžmajev.
Leta 1989 je Paich produciral in aranžiral z Oskarjem nominirano skladbo "The Girl Who Used to Be Me", ki jo je napisal Marvin Hamlisch in Alan & Marilyn Bergman za film Shirley Valentine.
Kot studijski glasbenik je Paich igral na številnih projektih in albumih številnih izvajalcev vključno z albumom Elkieja Brooksa, Rich Man's Woman; Adamsonovo skladbo "Please Forgive Me"; Jacksonovih skladbah "Earth Song", "The Girl Is Mine", "Heal the World", "Stranger in Moscow", in "I Just Can't Stop Loving You"; in skladbo "We Are the World", skupine USA for Africa. Sodeloval pa je še z Aretho Franklin, Bozom Scaggsom, Quincyjem Jonesom, Donom Henleyem, skupino Steely Dan, Eltonom Johnom, Joejem Cockerjem in Pink.
Paich je napisal tudi tematsko glasbo za Olimpijske igre 2008. Leta 2009 je na podelitvi nagrad »Millennium Development Goals« v New Yorku zapel skladbo »Africa« Kot glasbeni producent in klaviaturist pa je sodeloval tudi na 61. podelitvi Emmyjev.

## Instrumenti
Paich trenutno uporablja Yamaho CP4, na koncertih pa Yamaho Motif XF6. V preteklosti je uporabljal tudi Yamaho Motif ES8, Yamaho Motif 8 in Korg Triton.

## Nagrade in priznanja
- 1974 – Emmy za najboljšo skladbo: David Paich & Marty Paich (skladatelja) – "Light The Way", iz TV serije Ironside epizoda "Once More For Joey"
- 1977 – Grammy za najboljšo R&B skladbo: David Paich & Boz Scaggs (skladatelja) – "Lowdown", z albuma Silk Degrees
- 1982 – Grammy za najboljši vokalni aranžma za dva ali več glasov: David Paich (aranžer) – "Rosanna", z albuma Toto IV
- 1982 – Grammy za najboljši instrumentalni aranžma: Jerry Hey, David Paich, in Jeff Porcaro (aranžerji) – "Rosanna", z albuma Toto IV
- 1982 – Grammy za posnetek leta: Toto – "Rosanna", z albuma Toto IV
- 1982 – Grammy za producenta leta: Toto – Toto IV
- 1982 – Grammy za album leta: Toto – Toto IV